# Ideal-Passage
Die Ideal-Passage ist eine Mietwohnanlage zwischen Fuldastraße 55–56 und Weichselstraße 8 im Quartier Donaustraße-Nord in Berlin-Neukölln. Sie wurde 1907/1908 errichtet. Die Anlage einschließlich ihrer Innenhöfe steht unter Denkmalschutz.

## Architektur
Die Wohnanlage wurde von den Architekten Willy Kind (14. Januar 1877 – Januar 1946) und Paul Kind (24. Juli 1881 – 6. Juni 1945) konzipiert. Sie erstreckt sich über zwei damalige Straßengrundstücke und ein Binnengrundstück. Bauherren waren die Rixdorfer Baugenossenschaft „Ideal“ eGmbH (heute Baugenossenschaft IDEAL e.G.) für die beiden straßenseitigen Grundstücke und die Allgemeine Ortskrankenkasse Rixdorf für den mittleren Teil (heute in Privatbesitz).
Es wurden zwei straßenseitige Vorderhäuser sowie auf den Grundstücksgrenzen seitliche Flügelgebäude errichtet. Letztere wurden durch drei Quergebäude verbunden, so dass vier Innenhöfe entstanden. Die Anlage wurde von der Weichselstraße zur Fuldastraße von einem Privatweg durchzogen.
Die Mietshäuser waren fünfgeschossig, unterkellert, die Hauseingänge trugen figürliche Stuckverzierung, einige Fenster Glasmalereien. Es entstanden 203 Mieteinheiten mit ein bis zwei Zimmern, teilweise mit Balkonen. In den Vorderhäusern und Quergebäuden entstanden Läden und Gewerbeeinheiten (heute teilweise verschwunden, nachweisbar noch an Resten von alten Ladenschildhalterungen). Es gab Springbrunnen, Skulpturen und eine große Sonnenuhr (heute nicht mehr vorhanden).
Im Zweiten Weltkrieg zerstörten Bomben ein Quergebäude und Teile des Seitenflügels Weichselstraße. Heute existieren noch 116 Mieteinheiten. Einige Wohnungen wurden zu Dreizimmerwohnungen zusammengelegt. Die Anlage ist heute frei zugänglich.

## Historische Bedeutung
Die Anlage galt als Modell für soziales Wohnen. Die Bauherren versuchten ihre reformerischen Ideen für Mietskasernen zu verwirklichen.
Der Ausstattungsgrad war entsprechend für damalige Verhältnisse einmalig. Die Wohnungen hatten Zentralheizung, Warmwasser, Gas-Kohle-Herde und es gab eine zentrale Entstaubungsanlage. Viele Wohnungen waren zudem mit Badegelegenheiten ausgestattet. Die Innenhöfe waren licht und platzartig gestaltet.

## Bildergalerie

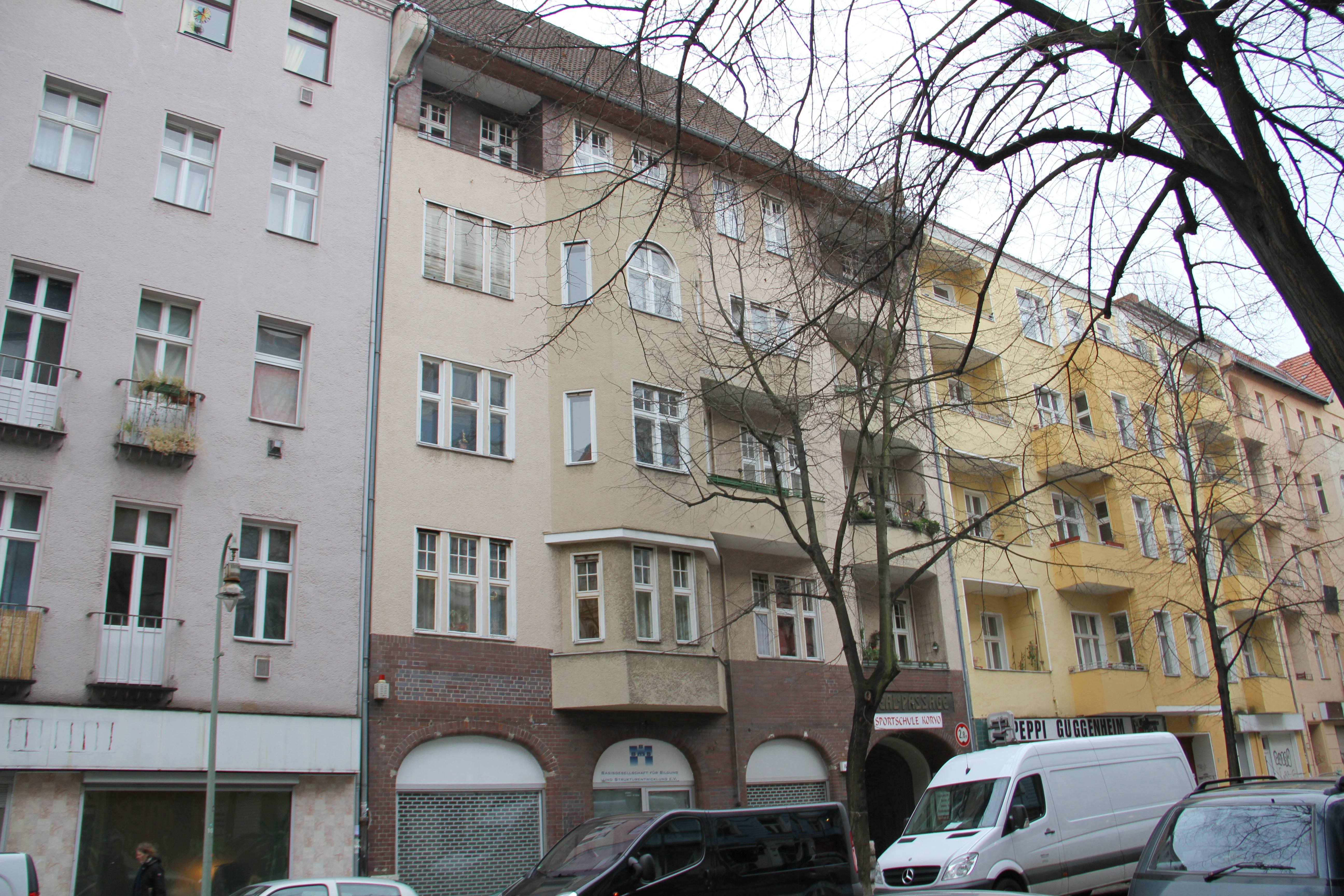
Fuldastraße 55–56D / Weichselstraße 8–8F
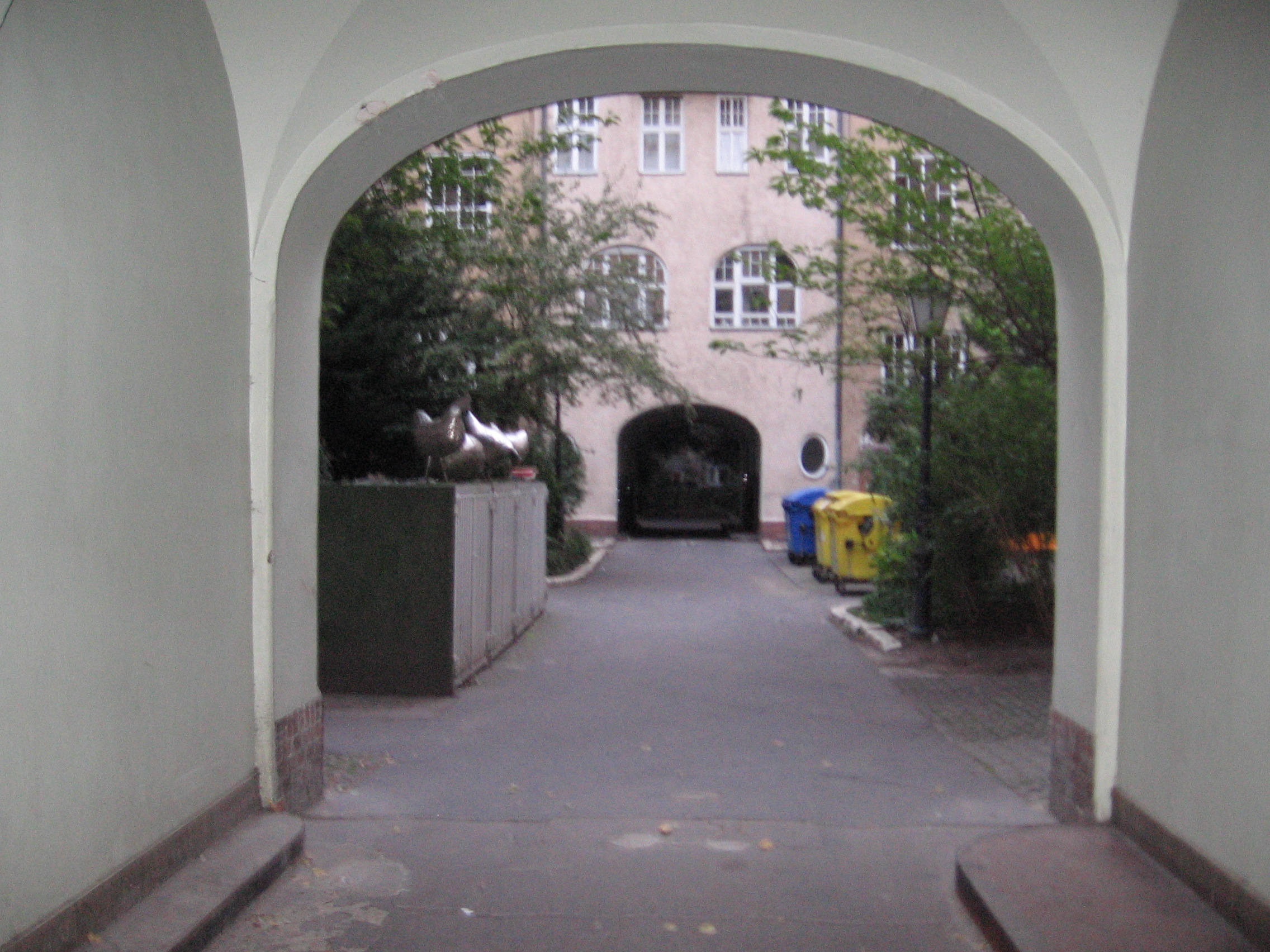
Fuldastraße 55–56D / Weichselstraße 8–8F
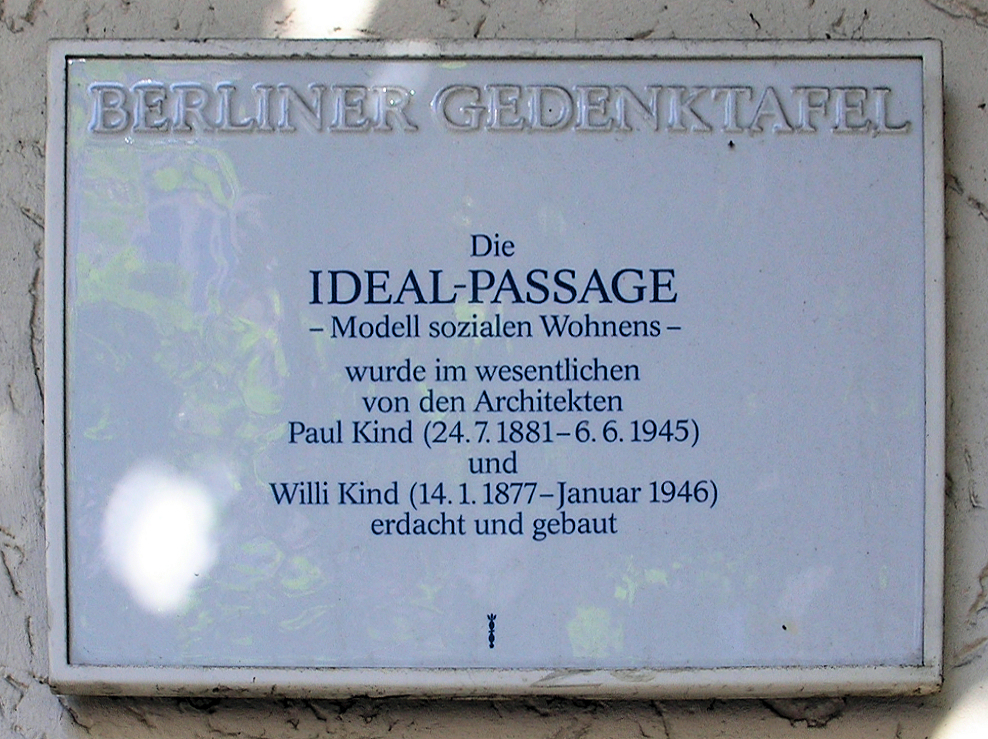
Berliner Gedenktafel Fuldastraße 55
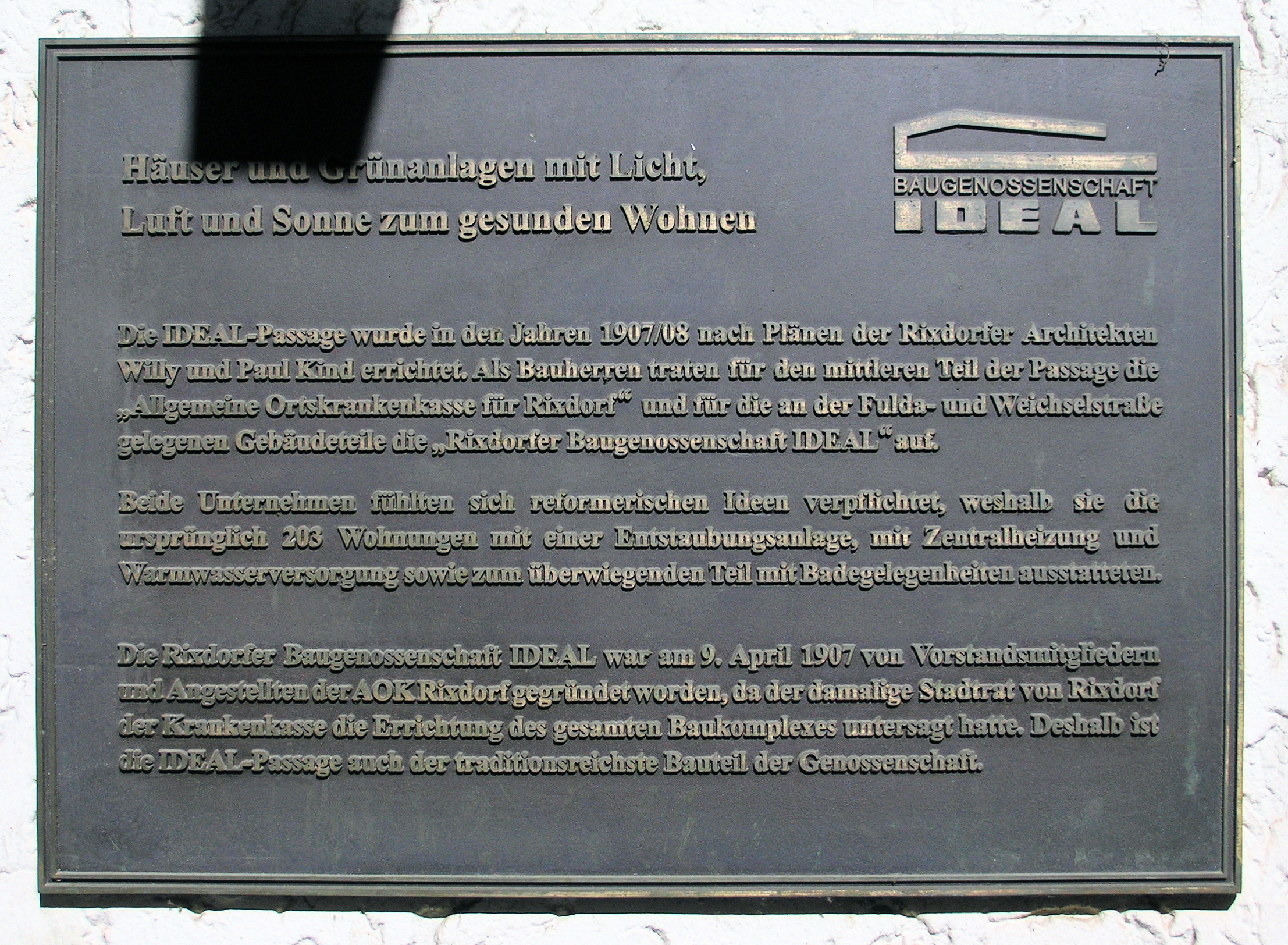
Gedenktafel Fuldastraße 55
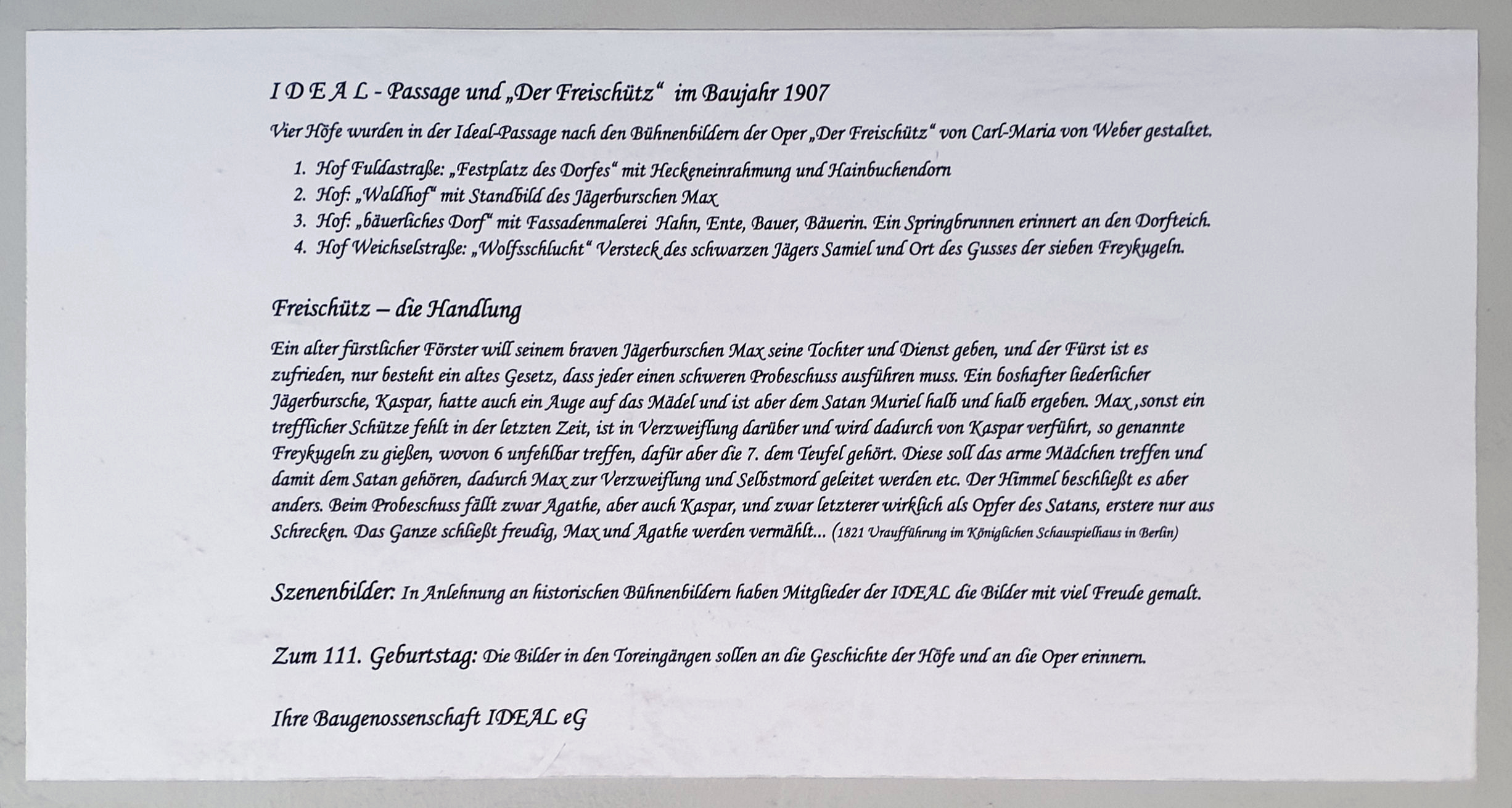
Ideal-Passage und der "Freischütz"